# Герб Тернополя
Герб Терно́поля — один із символів міста Тернополя, центру Тернопільської області і Тернопільського району.
Автори герба — Ігор Дуда, Данило Чепіль, Михайло Харинович.

## Опис
Герб Тернополя (затверджений ухвалами Тернопільської міської ради народних депутатів від 28 липня 1992 року — так званий «малий герб» та 9 квітня 1993 року — так званий «великий герб») оснований на історичному гербі Тернополя.
Опис малого герба: на англійському щиті у синьому полі геральдичні фігури — срібне стилізоване зображення Старого замку та відиома Леліва (золота шестипроменева зірка над півмісяцем ріжками догори).
Опис великого герба: малий герб обрамлений вінком декоративного орнаменту золотого кольору, у верхній центральній частині орнаменту розміщений золотий тризуб, у нижній частині — стрічка блакитного кольору з написом «Тернопіль».

## Символізм
"Історичний герб Тернополя складається зі знака "Леліва" — родового герба засновника місця Яна-Амора Тарновського. У ньому об'єднані зображення срібної шестипроменевої зірки та розміщеного під нею півмісяця, поверненого ріжками вгору, на синьому полі в центрі геральдичного щита. Зірка є символом життя, що позначає Богородицю, місяць — благовоління вищих сил, є символом Діви Марії. Срібний колір означає честь, шляхетність та звитягу, мир і добробут, а синій – віру та духовність.

## Історія

### Перший герб

Герб клану "Леліва"

Місто Тернопіль засноване 1540 року за наданим Янові Тарновському привілеєм від короля Сигізмунда І. 1548 року Тернопіль отримав магдебурзьке право. Найдавніший герб міста відомий з печаток місцевої ратуші XVI-XVII століть: у щиті шестикутна зірка, під якою півмісяць, обернений рогами догори.
Символіка герба відтворювала родовий знак "Леліва" власника міста, коронного гетьмана Яна-Амора Тарновського. Символіка міста відображена в численних печатках. Найдавніша з них, за твердженням дослідників, відтиснута на документі 1795 року та має зображення Леліви — поєднання шестипроменевої зірки із півмісяцем під нею. 

### Австрійський період

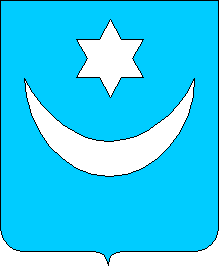
Реконструкція герба австрійського періоду

В кінці XVIII століття австрійська влада підтвердила герб Тернополя. В описі значилося про синій щит, срібний півмісяць та золоту зірку.
12 грудня 1844 року імператор Австрійської імперії Фердинанд І грамотою затвердив герб вільного королівського міста Тернополя. У ньому початкове золото Леліви було змінене на срібло, при цьому блакитне тло гербового щита збережено: «Щит блакитний, на ньому шестикутна зірка, під якою півмісяць, обернений рогами догори; все зображено срібною барвою».

Герб королівського міста Тарнополя

До щита додавався декоративний рослинний вінок та королівська золота корона.
За надання грамоти міська громада мала внести до державної скарбниці платню. За грамоту з кольоровим зображенням герба платили 540 крон, без зображення — 242 крони.
Згідно з законами геральдики, срібло (як і золото) в поєднанні з блакиттю символізує лицарські чесноти. Блакитна барва означає великодушність, чесність, вірність і бездоганність. Срібна — це шляхетність, чистота, цнота, правдивість. Золота барва — багатство, сила, вірність, чесність, постійність. 

### Польський період

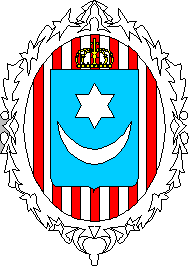
Герб польського періоду

У роки входження Тернополя до складу Польщі (1920 - 1939) герб міста представляв собою лазуровий щит із відиомою "Леліва", вписаний у круглий щит, складений зі срібних та червоних стовпів та обрамлений декоративним картушем.

### Радянський період

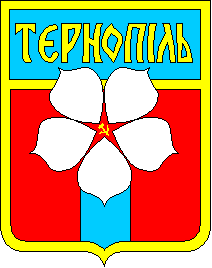
Радянський герб Тернополя

За радянських часів основною фігурою герба стала срібна тернова квітка, серцевина якої утворювала червону п'ятикутну зірку. Щит червоного кольору з синім стовпом, вгорі на синій плашці назва міста.
Герб Тернополя було затверджено Рішенням №778 виконкому Тернопільської міської Ради народних депутатів від 29 жовтня 1982 року "Про герб м.Тернопіль".
Автори – художники П.Кукурудза та В.Садовник, опис герба – Ігор Дуда.
"Основою герба є чотирикутний щит, загострений донизу. Геральдична фігура герба є костур у вигляді літери «Т», першої літери назви міста. Поле щита червоного кольору, а фігура – блакитного, що відповідає кольору Державного прапора УРСР. По верхньому краю щита розміщено напис «ТЕРНОПІЛЬ». В центрі щита розміщена природна фігура – стилізована п'ятипелюсткова квітка терну – топонімічний символ міста. Квітка білого кольору, що розпустилася, відображає розквітлий, відроджений Тернопіль. Пелюстки у центрі квітки утворюють правильну п'ятикутну зірку червоного кольору з серпом та молотом посередині – символом Радянської держави”.